# Bror Samuelson
Bror Samuelson, född 6 april 1919 i Vassända-Naglum, Älvsborgs län, död 15 januari 2008 i Västerås, Västmanlands län, var en svensk organist, kördirigent och tonsättare. Han grundade Västerås kammarkör 1954, Mariakören i Västerås domkyrka 1957 och Västerås musikklasser 1962. 
Bror Samuelson var gift med Birgitta Samuelson och är far till Mikael Samuelson.

## Priser och utmärkelser
- 1973 – Ledamot nr 783 av Kungliga Musikaliska Akademien
- 1976 – Norrbymedaljen
- 1984 – Medaljen för tonkonstens främjande
- 1995 – Årets barn- och ungdomskörledare

## Kompositioner i urval
- Av nåd: epistelmotett till 3 sönd e Tref
- Ave maris stella – Stilla lyfter dimman
- Beati sunt
- Det gamla fiskeläget drömmer
- Fem bibelspråk
- För oss
- Glad som en kung (ur Min skattkammare)
- Högt i ett träd en kråka
- Mariasång
- Näckens polska
- När hjälparen kommer: evangeliemotett till 6 sönd e Påsk
- Sen på fåglarna
- Summa summarum. Tolv körvisor
- Te Deum populare
- Tre folkvisor
- Tre Hugo Hamilton-visor
- Tre Jesaje ord
- Tre latinska hymner
- Två koraler
- Visor vid krubban